# Tatarevo (distrikt i Bulgarien, Plovdiv)
Tatarevo (bulgariska: Татарево) är ett distrikt i Bulgarien.   Det ligger i kommunen Obsjtina Părvomaj och regionen Plovdiv, i den centrala delen av landet, 160 km öster om huvudstaden Sofia.
Trakten runt Tatarevo består till största delen av jordbruksmark. Runt Tatarevo är det ganska tätbefolkat, med 67 invånare per kvadratkilometer.